# Arilammina glucosiltransferasi
La arilammina glucosiltransferasi è un enzima appartenente alla classe delle transferasi, che catalizza la seguente reazione:
UDP-glucosio + un'arilammina ⇄ UDP + una N-D-glucosilarilammina